# Il cavaliere del deserto
Il cavaliere del deserto (Man in the Saddle) è un film del 1951 diretto da André De Toth.
È un western statunitense con Randolph Scott, Joan Leslie, Ellen Drew e Alexander Knox. È basato sul romanzo del 1938 Man in the Saddle di Ernest Haycox.

## Produzione
Il film, diretto da André De Toth su una sceneggiatura di Kenneth Gamet e un soggetto di Ernest Haycox (autore del romanzo), fu prodotto da Harry Joe Brown per la Columbia Pictures tramite la Scott-Brown Productions. Fu girato nelle Alabama Hills a Lone Pine, nel Columbia/Warner Bros. Ranch a Burbank, nel French Ranch a Thousand Oaks, e nell'Iverson Ranch a Chatsworth, in California, dal 17 aprile al 15 maggio 1951.

## Distribuzione
Il film fu distribuito con il titolo Man in the Saddle negli Stati Uniti dal 2 dicembre 1951 al cinema dalla Columbia Pictures.
Altre distribuzioni:
- in Svezia il 12 maggio 1952 (Hämnare mot sin vilja)
- nelle Filippine il 1º luglio 1952
- in Finlandia il 20 febbraio 1953 (Kostaja vastoin tahtoaan)
- in Francia il 20 marzo 1953 (Le cavalier de la mort)
- in Danimarca il 20 aprile 1953 (Manden i sadlen)
- in Portogallo il 7 agosto 1957 (Duelo na Montanha)
- in Germania Ovest il 4 febbraio 1978 (Mann im Sattel) (in TV)
- in Belgio (De wet der prairiën) (Le cavalier de la mort)
- in Brasile (Terra do Inferno)
- in Cile (Muerte a medias)
- in Spagna (Lucha a muerte)
- nel Regno Unito (The Outcast)
- in Grecia (Oi tromokratai tis Dyseos)
- in Italia (Il cavaliere del deserto)
- in Turchia (At sirtinda yasayan adam)

## Critica
Secondo il Morandini il film è "uno dei tanti prodotti medi che R. Scott interpretava".

## Promozione
La tagline è: SIX-GUN SHOWDOWN IN THE SIERRAS.